# The Chimes
The Chimes waren ein Doo-Wop-Quintett aus Los Angeles, Kalifornien, die neben der Studioarbeit für Specialty Records auch zwei Singles unter eigenem Namen veröffentlichten.

## Geschichte
Im August 1955 unterschrieben die aus dem South Central von Los Angeles stammenden Chimes unter Bandleader Horace „Pookie“ Wooton einen Vertrag bei Specialty Records. Im September veröffentlichten sie mit Zindy Lou und Tears on My Pillow ihre erste Single, deren A-Seite mit Einflüssen afrikanischer Rhythmik und einem hypnotischen Gesang in Los Angeles und Philadelphia die lokalen Charts erreichte, allerdings ohne landesweite Reaktionen. Bereits am 1. September hatte die Band Tony Allen als Quartett in der Besetzung Wooton, Jackson, Cobbs und Talbert auf dessen erfolgreichen Aufnahme Night Owl begleitet. Zwar hießen sie auf dieser Scheibe „The Champs“, wurden aber auf Allens Folgesingle Especially richtig benannt. Als Rückseite von Especially wurde erst im Studio auf eine Idee von Charles Jackson hin Check Yourself, Baby improvisiert. Die Zusammenarbeit als Sessionmusiker mit Allen wurde durch dessen Vertragsbruch mit Specialty abrupt beendet. Darauf veröffentlichte die Band im April 1956 wieder unter eigenem Namen Pretty Little Girl und Chop Chop. Erst 1980 erschien auf einer Kompilation von Relic Records namens The Best of Specialty Records ihr Titel The Chimes Ring out.
Die Plattenkarriere der Chimes war 1956 bereits wieder beendet, die Verbindung zu Tony Allen wurde aber aufrechterhalten: So unterstützten ihn Horace Wooton und Danny Cobb als „The Wonders“ und „The Wanderers“ immer wieder bei verschiedenen Veröffentlichungen. Wooton wurde schließlich Leadsänger der Band The El Reys und arbeitete auch bei den Tangents.

## Diskografie
Singles
- 1955: The Chimes / I’m Leaving You Baby, Specialty 549[4] (UK: Silber)
- 1955: Zindy Lou / Tears on My Pillow, Specialty 555
- 1956: Pretty Little Girl / Chop Chop, Specialty 574
- 1985: Ring Out / The Chimes, Specialty 750

## Auszeichnungen für Musikverkäufe
| Goldene Schallplatte - Australien - 1990: für das Album The Chimes |

| Land/RegionAuszeichnungen für Musikverkäufe (Land/Region, Auszeichnungen, Verkäufe, Quellen) | Silber  | Gold  | Platin | Verkäufe | Quellen     |
| -------------------------------------------------------------------------------------------- | ------- | ----- | ------ | -------- | ----------- |
| Australien (ARIA)                                                                            | —       | Gold1 | —      | 35.000   | aria.com.au |
| Vereinigtes Königreich (BPI)                                                                 | Silber1 | —     | —      | 200.000  | bpi.co.uk   |
| Insgesamt                                                                                    | Silber1 | Gold1 | —      |          |             |